# 혼획

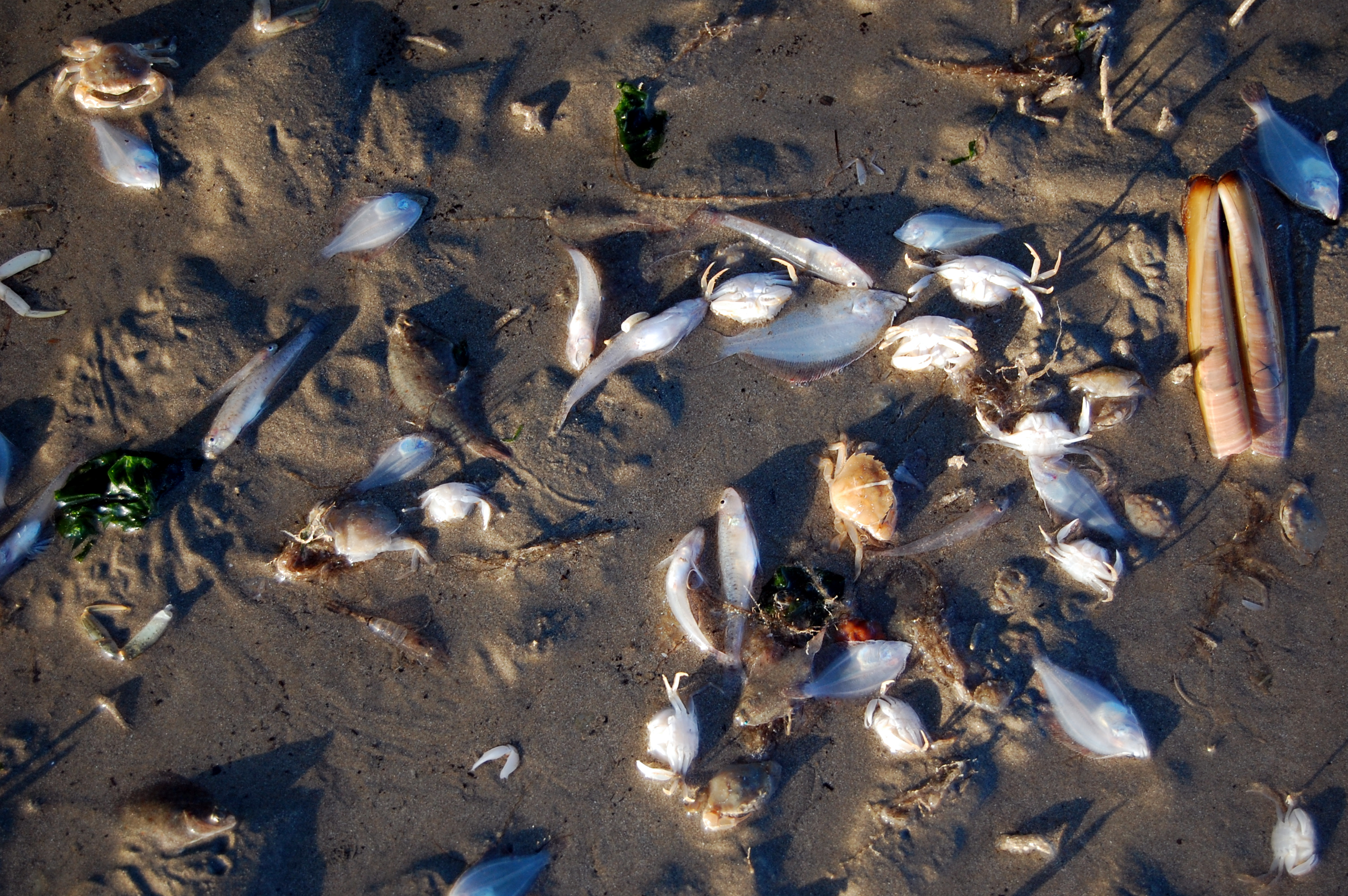
혼획된 새우들이 버려졌다.

혼획(混獲, bycatch)이란 어업에서 특정 종류의 어패류를 잡으려고 수행한 활동의 결과 본래 목적이 아닌 종이 섞여 잡히게 되는 일을 말한다.

## 같이 보기
- 유령 그물